# Uhrenkrieg
Als Uhrenkrieg werden zwei Handelskriege zwischen der Schweiz und der USA um Marktanteile der Uhrenindustrie bezeichnet. Der erste sogenannte Uhrenkrieg ab etwa 1870 war eine Folge der Industrialisierung der Produktion in den USA. Der Zweite entstand um 1954 durch eine starke Erhöhung der US-amerikanischen Importzölle auf Uhren mit über 17 Steinen.

## Industrialisierung von 1870 bis 1900
Die erfolgsverwöhnte Schweizer Uhrenregion geriet um 1870 in eine tiefe Krise. Konnten 1872 noch 366.000 Uhren in die Vereinigten Staaten geliefert werden, waren es 1875 nur noch 70.000. In den Vereinigten Staaten hatte man erfolgreich begonnen, Uhren in Fabriken mit Hilfe von Spezialmaschinen und unter Anwendung von Arbeitsteilung wirtschaftlicher herzustellen. Von der Weltausstellung 1876 in Philadelphia, auf der eine Musterproduktion der Waltham Watch Company aufgebaut war, meldete die Schweizer Delegation schonungslos: „In Amerika arbeitet man besser und billiger.“ Der Arbeitsaufwand pro Taschenuhr lag damals in den Vereinigten Staaten bei 20 Stunden, verglichen mit 75 Stunden in der Schweiz. Dort waren noch 75 % der Beschäftigten in Heimarbeit tätig. In der Schweiz setzte ein Umdenken ein. Die Uhrenfabriken stellten erfolgreich auf das amerikanische System der Produktion und neue Konstruktionen (Roskopfuhren) um oder gingen unter. 1900 hatte die Schweizer Uhrenindustrie die Vereinigten Staaten wieder vom ersten Platz verdrängt.

## Zollkonflikt von 1954
1954 erhöhten die USA den Zollsatz auf Schweizer Uhren mit mehr als 17 Steinen von 35 auf 53 %. Den Schutz der eigenen Industrie begründeten die Amerikaner mit rüstungspolitischen Argumenten. Der «Uhrenkrieg» setzte den Schweizer Fabrikanten zu, auf US-Seite profitierten drei Uhrenhersteller. Der Umsatz mit den USA brach auf ein Drittel ein, betroffene Arbeiter demonstrierten auf der Strasse, die Schweizer Uhrenhersteller litten unter Eisenhowers Entscheid. Nach dem Beitritt zum GATT-Abkommen 1967 und dem daraus folgenden Zollabbau normalisierte sich der Export in die USA. Der Beitritt der Schweiz zum GATT war stark durch diese Handelskrise mit den USA motiviert.

## Nachkriegsdeutschland
In der Schweiz gab es in der Zeit nach dem Zweiten Weltkrieg zeitweilig Bestrebungen, Importe von Weckern und Grossuhren aus Deutschland durch erhöhte Zölle zu sanktionieren. Die Schweiz zog sich aus diesem Markt in der Folge weitgehend zurück.